# Philine Kalb
Philine Kalb (* 18. August 1940 in Stuttgart) ist eine deutsche Prähistorikerin. Ihre Forschung ist vor allem mit der Megalithkultur in Portugal verbunden.

## Leben und Leistungen
Philine Kalb erwarb 1959 das Abitur in Esslingen am Neckar. Zunächst studierte sie die Fächer Geologie, Biologie und Chemie auf Lehramt an der Universität Tübingen. Nachdem sie sich während der semesterfreien Zeit im Stadtarchiv Esslingen beschäftigte, merkte Kalb, dass ihr diese Arbeit mehr lag. Sie wechselte nach einem Semester an die Universität Freiburg, wo sie Klassische Philologie und Geschichte, ebenfalls auf Lehramt, zu studieren begann. In Esslingen machte sie unter dem Grabungsleiter Günter P. Fehring erste archäologische Erfahrungen bei den Umbau begleitenden Ausgrabungen in der Stadtkirche St. Dionys. Nach einiger Zeit wurde Kalb hier selbst Grabungsleiterin. Allerdings verschoben sich ihre Interessen zusehends weg von der Mittelalterarchäologie hin zur Ur- und Frühgeschichte. Im Juli 1969 wurde sie an der Universität Freiburg bei Edward Sangmeister im Fach Ur- und Frühgeschichte promoviert. Schon die Dissertation Die Siedlungsarchitektur vom Cerro de la Virgen bei Orce (Provinz Granada). Ein Beispiel kupferzeitlichen Kolonien und „altmittelländischen“ Rundbaus auf der Iberischen Halbinsel beschäftigte sich mit der Frühgeschichte Iberiens. 1970/71 bekam sie für die Arbeit ein halbes Reisestipendium der Römisch-Germanischen Kommission zugesprochen, 1971/72 ein ganzes. Mit Hilfe des Stipendiums konnte sie den Mittelmeerraum und Vorderasien bereisen. Ihr Berufsleben verbrachte Kalb im Anschluss danach als wissenschaftliche Referentin am Deutschen Archäologischen Institut (DAI). Ab 1973 baute sie die Außenstelle Lissabon der Abteilung Madrid des Deutschen Archäologischen Instituts auf und war dort bis zu deren Schließung 1999 tätig. Sie leitete die Außenstelle, 1980 bis 1994 gemeinsam mit Theodor Hauschild, 1994 bis 1996 mit Walter Trillmich und 1996 bis 1999 mit Thomas G. Schattner. Anschließend war sie bis zu ihrem Ruhestand Ende August 2005 als wissenschaftliche Angestellte an der Römisch-Germanischen Kommission in Frankfurt tätig.
Kalb beschäftigt sich bei ihrer Forschung vor allem mit den Hinterlassenschaften der Megalithkulturen in Portugal. Hier stellte sie unter anderem die vierte Lieferung des zweiten Teils („Der Westen“) des Werkes Die Megalithgräber der Iberischen Halbinsel von Vera und Georg Leisner zusammen. Sie konnte unter anderem durch Untersuchungen der Gesteine in einigen Fällen die Herkunft nachweisen und war hier ebenso eine Vorreiterin bei der Nutzung moderner Methoden wie auch bei der Anwendung von Theorien und Modellen, die aus dem angloamerikanischen Raum kommend in Deutschland nur zögerlich aufgenommen wurden. Kalb war keine akademische Lehrerin und hatte somit keine Schule herausbilden oder im akademischen Sinne Schüler an sich binden können. Dennoch hatte sie in ihren langen Jahren in Portugal eine bedeutende Rolle als Netzwerkerin für die deutschsprachigen Archäologen, die weit über ihre eigentliche Tätigkeit am DAI hinaus ging. Somit ist es nicht überraschend, dass ihr trotz dieser fehlenden Schule 2010 eine Festschrift gewidmet wurde. Seit 1987 ist sie Korrespondierendes Mitglied des DAI.

## Publikationen (Auswahl)
- Die Siedlungsarchitektur vom Cerro de la Virgen bei Orce (Provinz Granada). Ein Beispiel kupferzeitlicher Kolonien und „altmittelländischen“ Rundbaus auf der Iberischen Halbinsel. Universität Freiburg, Freiburg 1969 [Dissertation; ungedruckt].
- Die Goldringe vom Castro Senhora da Guia, Baioes. Co Sao Pedro do Sul. In: Otto-Herman Frey, Helmut Roth, Claus Dobiat (Herausgeber): Festschrift für Wilhelm Schüle zum 60. Geburtstag. Leidorf, Buch am Erlbach 1991, S. 185–200.
- Großsteingräber und Menhire. In: Hermanfrid Schubart et al.  (Herausgeber): Funde in Portugal. Muster-Schmidt, Göttingen / Zürich 1993, ISBN 3-7881-1512-2, S. 28–45.
- Schatzfunde der Bronzezeit. In: Hermanfrid Schubart et al. (Herausgeber): Funde in Portugal. Muster-Schmidt, Göttingen / Zürich 1993, ISBN 3-7881-1512-2, S. 87–101.
- Megalithik auf der iberischen Halbinsel und in Nordafrika. In: Karl W. Beinhauer et al. (Herausgeber): Studien zur Megalithik. Forschungsstand und ethnoarchäologische Perspektiven (= Beiträge zur Ur- und Frühgeschichte Mitteleuropas. Band 21). Beier und Beran, Weissbach 1999, ISBN 3-930036-36-3, S. 115–122.